# Aphidius amphorophori
Aphidius amphorophori är en stekelart som beskrevs av Liu 1977. Aphidius amphorophori ingår i släktet Aphidius och familjen bracksteklar. Inga underarter finns listade i Catalogue of Life.